# Toby Marlow

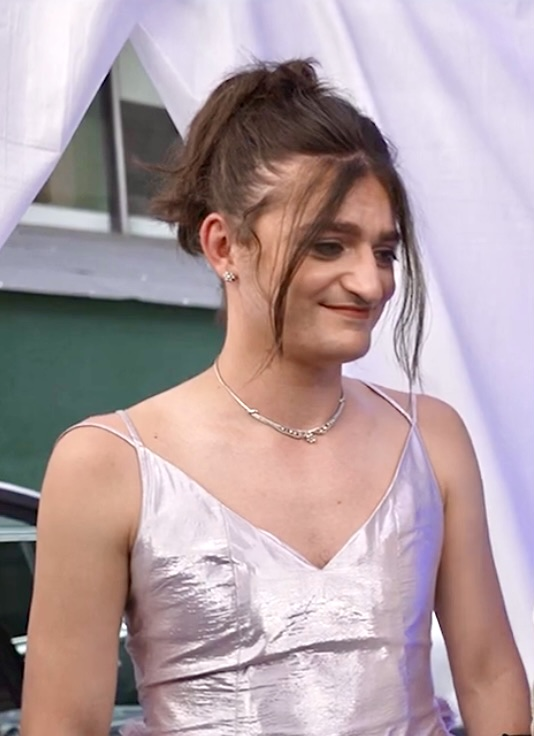
Toby Marlow, 2022

Toby Marlow (* 12. Oktober 1994 in London) ist eine britische Person, die für Schauspiel und Kompositionen bekannt ist.

## Leben
Marlow ist als Kind der Eltern Helma und Andrew Marlow geboren und wuchs in Henley-on-Thames auf. Marlow besuchte von 2008 bis 2013 die Abingdon School und studierte an der University of Cambridge. Seit 2004 trat Marlow als Schauspieler in verschiedenen Filmrollen auf. In London ist Marlow als Theaterschauspieler in verschiedenen Theaterproduktionen tätig. Marlow ist insbesondere als Co-Autor und Komponist des Musicals Six bekannt. Das Musical erhielt beim Edinburgh Fringe Festival 2017 positive Kritiken und wurde anschließend im West End in London aufgeführt. Marlow unterschrieb zusammen mit Lucy Moss im August 2019 bei Warner Chappell Music in New York City. Marlow identifiziert sich als homosexuell und nichtbinär.

## Filmographie (Auswahl)

### Als Schauspieler
- 2004: Agatha Christie’s Marple (Fernsehserie, Folge "4,50 aus Paddington")
- 2005: Die Herrin der Gewürze (The Mistress of Spice)
- 2005: Mythos Ägypten (Egypt, Folge „Das Geheimnis des Rosettasteins“)
- 2006: Gerichtsmediziner Dr. Leo Dalton (Silent Witness, Fernsehserie, Episoden „Supernova“ Teil 1 und 2)
- 2008:  Sinnlos (Senseless)
- 2009: Schatten in der Sonne (Shadows in the Sun)
- 2010: Ben Hur (Fernsehzweiteiler)